# Blaž Lorković
Blaž Lorković, hrvaški pedagog in pravnik, * 29. januar 1839, Novigrad na Dobri, † 17. februar 1892, Zagreb.
Lorković je bil rektor Univerze v Zagrebu v študijskem letu 1883/84 in profesor na Pravni fakulteti.